# Fiat 420
Le Fiat 420 est un autobus urbain desservant les banlieues, appelé sub-urbain en Italie, lancé en 1975.
Cet autobus a été créé à la demande expresse de la société de transports en commun ATAC de Bologne, le Fiat 420 a reçu une carrosserie conçue et réalisée par la Carrosserie Menarini Bus de Bologne sous la référence Monocar 1241L.